# Jerónimo Anaya Flores
Jerónimo Anaya Flores (Alcoba de los Montes, Ciudad Real, 1954) poeta, folclorista, cervantista, editor y medievalista español.

## Biografía
Desde muy joven sintió curiosidad tanto por la poesía culta como por la popular. Tras iniciar estudios en el seminario conciliar de Ciudad Real, dejó la carrera eclesiástica sin desvincularse del todo de la misma, ya que fue largos años profesor y colaborador del mismo. Se casó y se licenció en Filología Hispánica por la Universidad Complutense de Madrid y ejerció la enseñanza en diversos lugares hasta terminarla como catedrático en el IES Santa María de Alarcos de Ciudad Real, donde promovió la creación de una editorial, Ediciones Alarcos, que cada año publica un volumen monotemático de ensayos hasta la actualidad (2022). Es catedrático emérito de su claustro, consejero de número y secretario del Instituto de Estudios Manchegos, ayudando en la edición de los trabajos folclóricos sobre el cuento tradicional de Julio Camarena Laucirica y otras muchas tareas. Ha dado conferencias y publicado numerosos trabajos de su especialidad y sobre folclore y literatura del Siglo de Oro.

## Obra
Su obra literaria es muy varia. Como crítico literario recopiló y estudió el romancero de los montes de Toledo, que conocía muy bien por haber nacido en la zona, llevándose un premio por su tesina al respecto, que sirvió de modelo a trabajos posteriores, así como la celebérrima y antiquísima Serranilla de La Zarzuela. También, como cervantista, exploró los versos preliminares del Quijote, el Quijote como novela y el personaje del bachiller Sansón Carrasco, entre otras facetas de la célebre novela. Pertenece asimismo al consejo editorial de los Cuadernos de Estudios Manchegos, editado por el Instituto de Estudios Manchegos del CSIC. La mayor parte de sus artículos se encuentran recogidos en los volúmenes monográficos de Ediciones Alarcos. 
Su labor lírica es igualmente varia: escribió poemas satíricos y humorísticos que parodian el estilo y lenguaje medieval de la cuaderna vía bajo el pseudónimo de "Magister istius" y artículos sobre educación en El Docente, boletín mensual del sindicato ANPE, en que redacta la sección "Soliloquio transversal". Asimismo pertenece al grupo Guadiana que redacta la revista Manxa, en la que ha publicado algunos de sus poemas; dejó dos libros de los mismos: Oficio de atalaya (1977), y Umbral del desengaño (2001), y abundantes plaquettes; está por recoger su obra dispera. Sus cauces expresivos preferidos son el romance y el soneto, que domina con suma perfección; acoge en sí lo mejor de la tradición aurisecular en este último caso y en los romances combate el nihilismo con su desmesurado amor por la belleza, la cultura y la humanidad. Ha desarrollado asimismo una brillante labor pedagógica como profesor de lengua y literatura españolas en diversos institutos de la provincia.

### Lírica
- Oficio de atalaya (1977)
- Umbral del desengaño (2001).
- La leve eternidad del momento (2021)
- Umbral del desengaño (2022). Nueva edición. (Amazon). Recoge poemas morales ("Umbral del desengaño"), religiosos ("Desnúdame de mí"), amorosos ("A batallas de amor") y satíricos ("Pique sin odio"). He aquí el soneto 72 de la obra: "Reprende a las noches, estrellas y lunas, pues no le muestran el amor":
- ¡Noches oscuras de mis días claros,   / cuántas veces me habéis partido el sueño,  / pues con vuestros desdenes que desdeño /  al descanso ponéis siempre reparos!   /¡Estrellas que os fugáis al contemplaros,   / por más que en contemplaros yo me empeño; / lunas que me negáis de vuestro dueño /  los ojos con que quiere enamoraros! /  Si en tanta oscuridad no veo el día,  / si en tanto amor existe olvido tanto,  / si en tanto fuego hay tanta llama fría,  / noches, ¿por qué me desveláis de espanto?;  / ¿por qué aumentáis, estrellas, mi agonía?; /  lunas, ¿por qué desatendéis mi llanto?

### Novela
- Bienvenido de la Fuente (2019).   Un niño acaba de llegar a la ciudad. El señor Alfonso le ha dejado en un colegio. ¿Por qué sus padres, que no lo eran, le han alejado del pueblo? ¿Cuándo volverán a recogerlo? ¿Se tendrá que quedar allí para siempre? Desde la capital, rememora hechos fingidos o verdaderos, no sabe muy bien, de su vida, y poco a poco empieza a inquietarle su origen, la verdad o la quimera de su existencia. Tiene la habilidad de contar con ternura sus recuerdos, aunque sus relatos se van impregnando de dudas, de misterio y hasta de desesperación.  Bienvenido de la Fuente es la historia ficticia de un niño dos veces abandonado: una, recién nacido; otra, cuando le llevaron al colegio. Bienve fue feliz en el pueblo; pero no pudo soportar, a pesar de los cuidados del hermano Desiderio, la angustia de separarse de su nueva familia, de sus amigos. Por eso, siempre estará recordando sus vivencias infantiles en una realidad que no entiende del todo, pues de pronto se nubla y desaparece, «de la misma manera que desaparecía el Morro Rodrigo cuando bajaba la niebla, y los niños decían entonces:  —¿Y si cuando levante la niebla no está allí?  Pero, cuando alzaba, el Morro Rodrigo estaba allí. Siempre estaba allí».      © 2019 · ACEN Editorial

### Ensayos
- La novela del "Quijote": conferencia leída en Ciudad Real con motivo del Día del Libro, 24 de abril de 1998. [Ciudad Real] Ayuntamiento de Ciudad Real [2001]
- Con Antonio Tomás Anaya Fernández, "Sentido dramático en el Romancero Tradicional", en Cuadernos de Estudios Manchegos, ISSN 0526-2623, N.º. 38, 2013, p. 49-87
- "Los versos preliminares del Quijote y la ficción cervantina", en Cuadernos de Estudios Manchegos, ISSN 0526-2623, Nº. 32, 2008, p. 17-74
- "Sansón Carrasco, enemigo de don Quijote", Cuadernos de Estudios Manchegos, ISSN 0526-2623, N.º. 29, 2005, p. 29-44
- "Tradiciones Populares en los pueblos monteños de la provincia de Ciudad Real" en Revista de Estudios Monteños: Boletín de la Asociación Cultural Montes de Toledo, ISSN 2341-328X, N.º. 100, 2002, p. 55-84
- "Pregón de la XXIII fiesta de los Montes de Toledo", en Revista de Estudios Monteños: Boletín de la Asociación Cultural Montes de Toledo, ISSN 2341-328X, N.º. 91, 2000, p. 13-22
- Con Vicente Castellanos Gómez, "Cervantes transversal, Don Quijote multidisciplinar", en Don Quijote en el aula : la aventura pedagógica coord. por Juan José Pastor Comín, Ángel Gregorio Cano Vela, 2006, ISBN 84-8427-447-0, p. 65-74.
- "Recolección de romances tradicionales. Metodología", en VV. AA., II Congreso Joven de Historia de Castilla-La Mancha, 1988, ISBN 84-86285-05-4, p. 453-460
- "Zaques de generosos vinos (el vino en "El Quijote")", con Antonio Tomás Anaya Fernández,   Revista de la CECEL, ISSN 1578-570X, N.º. 15, 2015 (Ejemplar dedicado a: El Quijote y su mundo), págs. 137-163
- "Relinchos de Rocinante y suspiros de Rucio. El triunfo de Sancho en la segunda parte del Quijote", I Congreso Nacional Ciudad Real y su provincia, Vol. 1, 2015 (Tomo I / coord. por María Soledad Campos Díez, Angel Ramón del Valle Calzado; Francisco Alía Miranda (dir. congr.), Jerónimo Anaya Flores (dir. congr.)), ISBN 978-8487248-41-2, págs. 15-38
- "Una nueva versión de los versos preliminares del Quijote", Cuadernos de estudios manchegos, ISSN 0526-2623, N.º. 41, 2016, págs. 215-226
- "Una estrofa tradicional: la seguidilla. Origen, evolución e historia", en Una mirada al patrimonio cultural inmaterial. La seguidilla: expresión de una cultura, 2020, ISBN 978-84-87248-57-3, págs. 25-62
- El libro de la seguidilla (2021)

### Ediciones
- El romancero de Alcoba de los Montes Ciudad Real: Instituto de Estudios Manchegos (Consejo Superior de Investigaciones Científicas), 1986.
- Romances tradicionales de Ciudad Real (antología). Ciudad Real: Diputación, 1999.
- Con Sara Anaya Fernández, Romances de ciego y de tema truculento recogidos en la provincia de Ciudad Real (antología) [Ciudad Real]: Ayuntamiento de Ciudad Real, [1999]
- Romances tradicionales recogidos en la provincia de Ciudad Real: Instituto de Estudios Manchegos (Consejo Superior de Investigaciones Científicas), Ciudad Real, 2016
- "El repertorio romancístico y cancioneril de una mujer de Albuñol (Granada)", Revista de folklore, ISSN 0211-1810, N.º. 436, 2018, págs. 110-139
- "Romances y canciones de tradición oral procedentes de los Alares y Valdeazores (Toledo)", Revista de folklore, ISSN 0211-1810, N.º. 461, 2020, págs. 13-37